# Xã Princeton, Quận Scott, Iowa
Xã Princeton (tiếng Anh: Princeton Township) là một xã thuộc quận Scott, tiểu bang Iowa, Hoa Kỳ. Năm 2010, dân số của xã này là 1.405 người.